# Ginkgo digitata
Ginkgo digitata — вимерлий вид гінкго родини Ginkgoaceae. Мешкав у Великій Британії від ааленського до батонського Квінсленді — у келовійському та в Британській Колумбії — у сеноманському ярусах.